# Narcisa lynceus
Narcisa lynceus is een keversoort uit de familie schorsknaagkevers (Trogossitidae). De wetenschappelijke naam van de soort werd in 1883 gepubliceerd door Arthur Sidney Olliff.